# Guaguas Municipales
Guaguas Municipales S. A. ist das Verkehrsunternehmen in Las Palmas de Gran Canaria, das die Stadtbuslinien betreibt.

## Geschichte
Die Geschichte des öffentlichen Personennahverkehrs in Las Palmas begann mit der Eröffnung der ersten Dampfstraßenbahn – El tranvía al Puerto –  im Oktober 1890. Als Ergänzung dazu verkehrten ab Ende der 1920er-/Anfang der 1930er-Jahre bereits Stadtbusse, damals allerdings noch ohne feste Haltestellen. Mit der Gründung des Gremio Patronal de Jardineras Guaguas im Jahr 1929 entstand schließlich jene Organisation, aus der 1986 die heutige Betreibergesellschaft Guaguas Municipales hervorgehen sollte.
Bis zur Einstellung der Straßenbahn im Jahr 1937 war die Flotte der Busgesellschaft bereits auf 155 Fahrzeuge gewachsen. Anfangs verkehrten die Busse nur zwischen der Innenstadt und dem Hafen; später wurde der Linienverkehr auch auf andere Stadtteile erweitert. Im Jahr 2011 verfügte das Unternehmen nach eigenen Angaben über 230 Fahrzeuge, die rund 800 Haltestellen bedienten.
Die Gesellschaft erwirtschaftete 2018 einen Überschuss von rund 2,25 Millionen Euro.

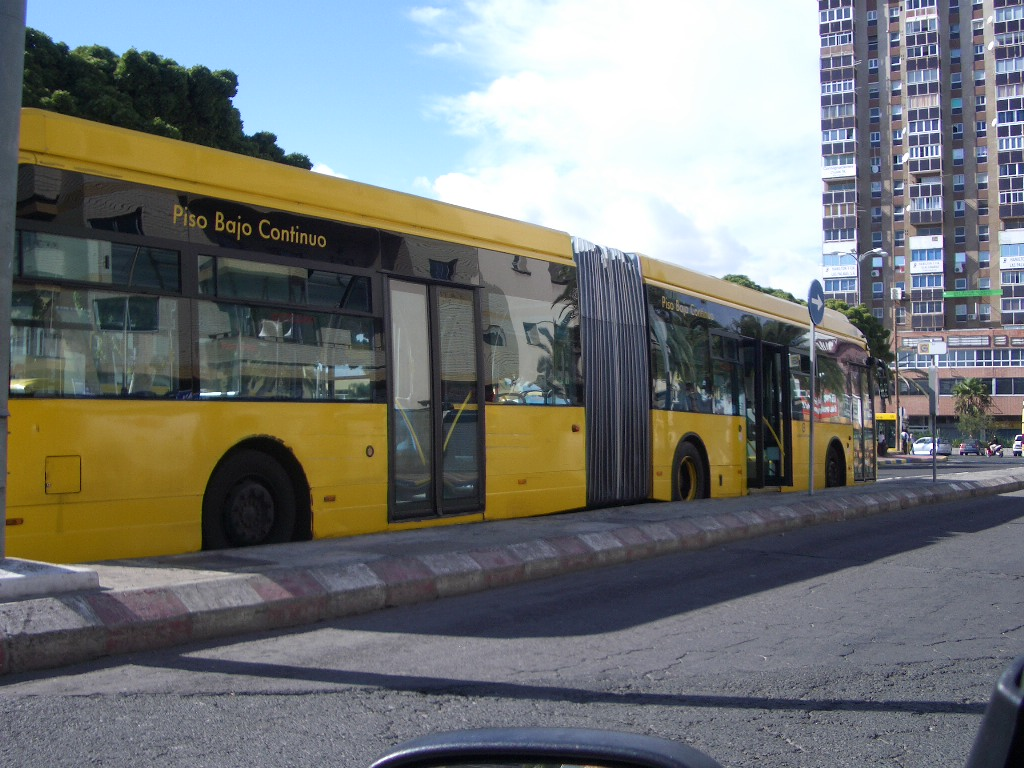
Gelenkbus der Guaguas Municipales

## Linien
(Stand: Juni 2011)
- Linie 1: Teatro – Puerto
- Linie 2: Alameda de Colón – Puerto (über Tomás Morales)
- Linie 3: Alameda de Colón – Puerto (über San Antonio)
- Linie 6: Mercado de Vegueta – San Francisco de Paula
- Linie 7: Teatro – Campus Universitario
- Linie 8: Teatro – Lomo de la Cruz
- Linie 9: Hoya de La Plata – Escaleritas
- Linie 11: Teatro – Parque Atlántico
- Linie 12: Puerto – Hoya de la Plata
- Linie 13: Puerto – Tres Palmas
- Linie 17: Teatro – El Rincón
- Linie 20: Santa Catalina – El Sebadal (über La Isleta)
- Linie 21: Puerto – Hospital Doctor Negrín
- Linie 22: Santa Catalina – La Paterna
- Linie 25: El Rincón – San Nicolás – Campus Universitario
- Linie 30: Alameda de Colón – Santa Catalina (über Las Rehoyas)
- Linie 31: El Rincón – La Paterna
- Linie 35: Teatro – El Rincón (über Las Torres)
- Linie 41: Santa Catalina – Las Coloradas
- Linie 44: Santa Catalina – Isla Perdida (über la Circunvalación)
- Linie 45: Santa Catalina – Hoya Andrea (über Las Torres)
- Linie 46: Santa Catalina – San Lorenzo
- Linie 47: Puerto – Tamaraceite (über Lomo Los Frailes)
- Linie 48: Las Majadillas – El Zurbarán
- Linie 50: Mercado de Vegueta – Zárate
- Linie 51: Mercado de Vegueta – Casablanca
- Linie 52: Mercado de Vegueta – Pedro Hidalgo
- Linie 54: Teatro – San Juan
- Linie 55: Mercado de Vegueta – El Lasso
- Linie 60: Mercado de Vegueta – Tres Palmas
- Linie 70: Teatro – El Secadero
- Linie 80: Teatro – San Francisco
- Linie 81: Santa Catalina – Lomo de la Cruz
- Linie 82: Teatro – La Paterna
- Linie 83: Teatro – Altavista (über El Polvorín)
- Linie 84: Teatro – Lomo de la Cruz (über San Francisco)(Nur an Sonntagen und Feiertagen)
- Linie 90: Alameda de Colón – Hospital Doctor Negrín
- Linie 91: Teatro – Siete Palmas
- Linie 0A: Intercambiador – Intercambiador (über Ciudad Baja – San Telmo – Ciudad Alta)
- Linie 0B: Intercambiador – Intercambiador (über Ciudad Alta – San Telmo – Ciudad Baja)